# Francesco Semeraro
Francesco Semeraro, né le 1er mai 2001 à Fasano en Italie, est un footballeur italien, qui évolue au poste d'arrière gauche à l'AS Roma.

## Biographie

### En club
Semeraro a découvert le foot au Bs Soccer Team Fasano, le club de son village natal.
Il est annoncé proche de rejoindre le SSC Naples en 2014, mais il intègre finalement l'académie de l'AS Roma en 2015, dont le club de Fasano intégrera d'ailleurs peu après le réseau d'académies.

### En équipe nationale
Francesco Semeraro est sélectionné avec l'équipe d'Italie des moins de 17 ans pour participer au championnat d'Europe des moins de 17 ans en 2018 qui est organisée en Angleterre. Remplaçant de Giorgio Brogni sur le tournoi il entre une seule fois en jeu contre Israël. L'Italie s'incline lors de la finale face aux Pays-Bas après une séance de tirs au but.

## Palmarès
- Finaliste du championnat d'Europe des moins de 17 ans en 2018 avec l'équipe d'Italie des moins de 17 ans.